# مهندسی عمران محیط زیست
مهندسی عمران  محیط زیست یک رشته متنوع و پویا است که جامعه اثرات آن در جامعه برای پیشبرد تمدن و کیفیت زندگی است. در حال حاضر این رشته در مقطع کارشناسی ارشد در ایران در چندین دانشگاه ارائه می‌شود. لازم است ذکر شود این رشته، رشته نوپایی در ایران است.

## معرفی
کارشناسی ارشد مهندسی محیط زیست دوره‌ای است آموزشی- پرورشی با تأکید بیشتر بر روی آموزش که مرکب از تعدادی دروس نظری، کاربردی و آزمایشگاهی و برنامه تحقیقاتی در زمینه مهندسی محیط زیست جهت افزایش اطلاعات کارشناسائی نظیر کارشناسان مهندسی عمران، مهندسی آب، مهندسی شیمی، مهندسی محیط زیست، مهندسی مکانیک و مهندسی بهداشت است.

## هدف‌های این رشته
این رشته با هدف طراحی، ساخت و ساز و تعمیر و نگهداری از محیط فیزیکی به‌طور طبیعی پایه‌گذاری شده‌است. وظایف کاری مهندسان محیط عمران محیط زیست حمایت از اقتصاد جهانی، تأمین سلامت و ایمنی از جوامع مختلف، حفظ و بهبود محیط زیست و کیفیت کلی زندگی است.

## پروژه‌های تخصصی این رشته
۱- شناخت و کنترل آلودگی منابع آب، خاک و هوا
۲- طراحی تأسیس‌های آب و فاضلاب شهری، روستایی و صنعتی
۳- کنترل آلودگی‌های حاصل از مواد زائد جامد
۴- برنامه ریز و مدیریت اجرای طرحهای زیست محیطی

## طول مدت تحصیل
طول مدت تحصیل این رشته مانند دیگر گرایش‌های رشته‌های فنی و مهندسی ایران طبق آخرین بخشنامه‌های وزرات علوم و تحقیقات و فناوری 2سال می‌باشد که زمان هر ترم ۱۷ هفته و مدت تدریس یک واحد نظری ۱۷ ساعت، آزمایشگاهی ۲۴ ساعت است.